# Hintenteiche bei Biesenbrow
Hintenteiche bei Biesenbrow este o arie protejată (arie specială de conservare — SAC, sit de importanță comunitară — SCI) din Germania întinsă pe o suprafață de 104,07 ha, integral pe uscat.

## Localizare
Centrul sitului Hintenteiche bei Biesenbrow este situat la coordonatele 53°08′05″N 13°59′47″E / 53.1347°N 13.9964°E.

## Înființare
Situl Hintenteiche bei Biesenbrow a fost declarat sit de importanță comunitară în septembrie 2000 pentru a proteja 4 specii de animale. Situl a fost protejat și ca arie specială de conservare în octombrie 1990.

## Biodiversitate
Situată în ecoregiunea continentală, aria protejată conține 3 habitate naturale: Cursuri de apă de la nivel de câmpie la nivel montan, cu vegetație Ranunculion fluitantis și Callitricho-Batrachion, Liziere de ierburi înalte hidrofile de câmpie și de nivel montan până la alpin, Păduri aluvionare cu Alnus glutinosa și Fraxinus excelsior (Alno-Padion, Alnion incanae, Salicion albae).
La baza desemnării sitului se află mai multe specii protejate:
- amfibieni (2): buhai de baltă cu burta roșie (Bombina bombina), triton cu creastă (Triturus cristatus)
- mamifere (2): castor (Castor fiber), vidră de râu (Lutra lutra)

Pe lângă speciile protejate, pe teritoriul sitului au mai fost identificate 1 specie de amfibieni.